# Halcon (Berg)

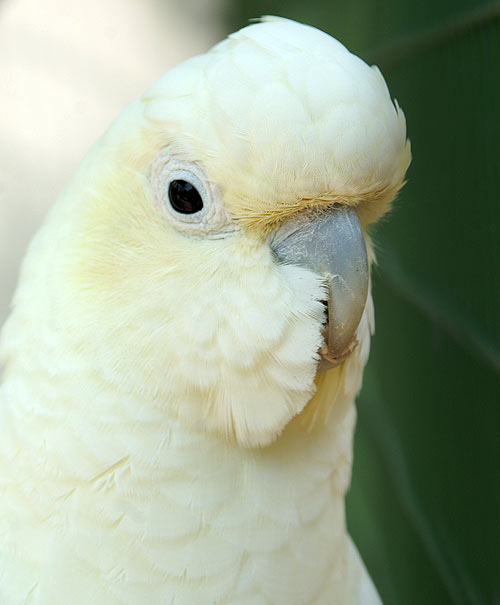
Rotsteißkakadu

Der Halcon ist der höchste Berg auf der Insel Mindoro auf den Philippinen. Er erreicht eine Höhe von 2582 Metern über dem Meeresspiegel und liegt in der Provinz Oriental Mindoro in der Nähe der Stadtgemeinde Naujan.
Er entstand im Eozän bei dem Zusammenstoß der Palawan-Mikroplatte mit der zur Philippinen-Platte zugehörigen und ihr vorgelagerten philippinischenen Störungszone, auf der der Philippinische Inselarchipel liegt. Das Gestein wird als Vor-Jura bis Jura Halcon-Umwandlungsgestein bezeichnet. Dieses ist das älteste Gestein auf der Insel Mindoro und besteht hauptsächlich aus Speckstein, Phyllit und geringeren Anteilen von Mineralien und anderen Metamorphen Gesteinen. Diese Gesteinsformation erstreckt sich von den nordwestlichen Gebirgen bis in die mittleren Bereiche der Insel.
Der Halcon bildet die Grenze zweier Mikroklimata auf der Insel, was eine große Pflanzenvielfalt ermöglicht. Die westlichen Hänge haben ein saisonales Klima mit ausgeprägten Regen- und Trockenzeiten, während die steil abfallenden Osthänge des Berges ein feuchtes Klima haben, mit starken Regenfällen über das Jahr verteilt. Der Halcon und die umliegenden Berge bilden eine bedeutende Wasserressource für die im Flachland liegenden landwirtschaftlichen Anbaugebiete der Insel.
An den östlichen, niederen Berghängen erstrecken sich Flachlandregenwälder bis ca. 1.000 Meter, darüber bis 1.700 Meter Höhe ein Gebirgswald und bis 2.200 Meter ein Gebirgsregenwald. Darüber bis zum Gipfel ist der Berg von Busch- und Heidevegetation geprägt.
An den westlichen Berghängen erstreckt sich die Parang-Vegetation, eine Savannenvegetation, die mit kleineren Wäldern von Laubbäumen und Mindoro-Kiefern durchsetzt ist, die nur eine Höhe von 10 bis 12 Metern erreichen.
Das Gebiet um den Berg ist ein wichtiges Rückzugsgebiet für bedrohte Vogelarten wie die Platentaube (Gallicolumba platenae), die Mindoro-Fruchttaube (Ducula mindorensis), die Gefleckte Fruchttaube (Ducula carola), den Rotsteißkakadu (Cacatua haematuropygia), den Mindorokukuck (Centropus steerii), den Mindoro-Hornvogel (Penelopides mindorensis), die Mindoro-Drossel (Zoothera cinerea) oder den Mindoromistelfresser (Dicaeum retrocinctum). Das größte Säugetier ist das Tamarau (Bubalus mindorensis), das im Südosten des Berges lebt. Es wurden auch neu entdeckte Arten wie der Apomys gracilirostris oder eine den Rajah-Ratten (Maxomys) verwandte Art dokumentiert.
Im Gebiet um den Halcon leben die indigenen Stämme der Iraya Mangyan und Alangan, die Teil der Urbevölkerung der Insel Mindoro sind.
Das Gebiet um den Halcon ist kein Natur- oder Landschaftsschutzgebiet, er steht jedoch auf der Liste des Department of Environment and Natural Resources zur Wiederaufforstung, da Teile des Flachlandregenwaldes Anfang der 1990er Jahre durch Brandrodungen vernichtet worden sind.
Ein japanischer Überlebender der Schlacht um Mindoro wurde im April 1980 am Halcon entdeckt, der Soldat Fumio Nakahara. Er überlebte seit dem Ende der Kampfhandlungen 35 Jahre lang unentdeckt in einer kleinen Hütte.